# Rorys Aragón
Pour les articles homonymes, voir Espinoza.
Rorys Aragón Espinoza est un footballeur international équatorien, né le 28 juin 1982 à Esmeraldas. Il jouait au poste de gardien de but, principalement au CS Emelec et au El Nacional. 

## Biographie
On apprend en avril 2008, quelques jours après avoir obtenu le titre de champion de Belgique avec le Standard, qu'il souhaite demander la nationalité belge.
Au Standard, il remplace le titulaire blessé Olivier Renard à partir de novembre 2007. Par la suite, profitant du départ de Renard pour le FC Malines, il devient titulaire.
En août 2009, il signe un contrat de deux ans avec le club turc de Diyarbakırspor.
Il reçoit trois sélections en équipe d'Équateur entre 2007 et 2010.

## Palmarès
- Champion de Belgique en 2008 et 2009 avec le Standard de Liège
- Vainqueur de la Supercoupe de Belgique en 2008 avec le Standard de Liège

## Anecdotes
Lors de la saison 2007-2008 Aragón déclare à la presse belge qu'il plongera dans la Meuse si le Standard se voit sacré champion à la fin de la saison.
Chose faite le 21 avril 2008 à 16h au niveau du pont d'Ougrée dès le lendemain de la victoire contre Anderlecht et cela devant un bon demi millier de spectateurs.
Le 3 décembre 2008, lors du match Standard-Sampdoria, à la 80e minute Aragón demande à être remplacé à la suite d'une blessure. C'est ainsi le réserviste Jérémy De Vriendt qui prend place au but pour la fin du match. Cependant, le 6 décembre, et contre toute attente, Aragón est de retour aux filets. En fait, ce dernier a voulu faire profiter à De Vriendt de l'ambiance d'un match en Coupe de l'UEFA, et ceci en simulant une blessure imaginaire.